# 철원평화전망대

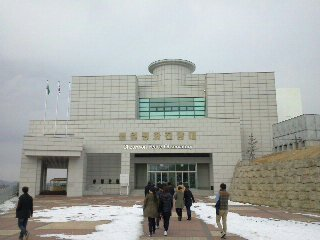
철원평화전망대

철원평화전망대는 강원 철원군 동송읍 중강리에 위치해 있는 대한민국의 전망대로 관광지로 활용되고 있다. 강원특별자치도 철원군 중부전선의 비무장지대와 북한지역을 한눈에 바라볼 수 있는 곳이며 제2땅굴 등 한국 전쟁과 관련된 전시물과 비무장지대 사진, 모노레일 등이 갖춰져 있다.

## 인용
1. ↑  한국관광공사 홈페이지[깨진 링크(과거 내용 찾기)]